# Passalus coarctatus
Passalus coarctatus là một loài bọ cánh cứng trong họ Passalidae. Loài này được Percheron miêu tả khoa học năm 1835.